# Măicănești, Vrancea
Măicănești este satul de reședință al comunei cu același nume din județul Vrancea, Muntenia, România.
Începând cu anul 1968, ca urmare a restructurării teritoriale în județe a României, a devenit satul de reședință al noii comune Măicănești, rezultate din fuziunea comunelor de dinaintea anului respectiv Măicănești și Râmniceni.
A fost sat de reședință pentru comuna Măicănești de dinaintea restructurării teritoriale pe județe și, de asemenea, și reședință pentru raionul Măicănești din regiunea Galați. 